# Atlet
Atlet (iz grščine athlos; tekmovanje) je naziv za športnika, ki tekmuje na področju atletike. 
Sama grška beseda athlos, ki izhaja iz besede za tekmovanje, je tako sprva opisovala vse športnike, ki so se udeležili tekmovanj. 
Atlet lahko opisuje tudi osebo, ki ima nadpovprečne fizične sposobnosti (v moči, vzdržljivosti, gibčnosti,...)